# Dąb Sobieskiego w Łężczoku
Dąb Sobieskiego – ponad 400-letni okaz dębu szypułkowego (Quercus robur L.) znajdujący się na terenie rezerwatu przyrody Łężczok, w granicach administracyjnych Raciborza. Jest najgrubszym i najstarszym drzewem w Raciborzu, rezerwacie Łężczok, a także jednym z trzech najstarszych i najokazalszych drzew parku krajobrazowego o nazwie Cysterskie Kompozycje Krajobrazowe Rud Wielkich. Decyzją Prezydium Wojewódzkiej Rady Narodowej w Opolu z dnia 14 kwietnia 1967 roku ustanowiony został pomnikiem przyrody. Otoczony jest niewielkim, drewnianym ogrodzeniem.

## Charakterystyka
Gruby odziomek drzewa na wysokości 3,5 m rozgałęzia się na dwa główne pnie. Dawniej istniał jeszcze trzeci pień, który najprawdopodobniej pod wpływem wiatru został złamany. Do dziś po tym pniu pozostała w drzewie sporych rozmiarów szczelina. Obwód drzewa mierzony przy powierzchni ziemi nieznacznie przekracza 850 cm, natomiast obwód dębu na wysokości 1,3 m wynosi 690 cm, a wysokość – 33 m. Pokaźne rozmiary oraz sędziwy wiek (ponad 400 lat) czynią dąb najgrubszym i najstarszym drzewem w Raciborzu, rezerwacie Łężczok, a także jednym z trzech najstarszych i najokazalszych drzew parku krajobrazowego Cysterskie Kompozycje Krajobrazowe Rud Wielkich.

## Położenie
Dąb rośnie w rezerwacie przyrody Łężczok, przy alei wzdłuż grobli rozdzielającej stawy Grabowiec i Brzeziniak, nazwanej Aleją Husarii Polskiej. Jest to unikatowa pod względem przyrodniczym alejka, na której wyróżnia się Dąb Sobieskiego. Wiedzie nią Szlak Husarii Polskiej, czerwony szlak turystyczny łączący miejscowości, którymi w 1683 roku przechodził pochód wojsk pod wodzą Jana III Sobieskiego na odsiecz wiedeńską. Stanowi ona także granicę pomiędzy Raciborzem a gminą Nędza – dąb znajduje się po jej południowej stronie, będąc w granicach administracyjnych Raciborza. Niedaleko dębu znajduje się również zabytkowy dworek myśliwski z XVIII wieku oraz drewniany krzyż, upamiętniający strażnika leśnego zabitego przez kłusownika.

## Nazwa i legendy
Swą nazwę dąb wziął od podania, według którego drzewo to miało zostać zasadzone na pamiątkę pobytu na tamtych terenach króla Jana III Sobieskiego podczas przemarszu na odsiecz wiedeńską w 1683 roku. Tradycję tą ugruntował w swoich publikacjach z okresu międzywojennego Andrzej Czudek, uznając ją za dość prawdopodobną. Wiadomo jednak, że mija się ona z prawdą, bowiem w 1683 roku drzewo miało już około 100 lat. Zostało najprawdopodobniej zasadzone przez cystersów, którzy używali drzew, głównie dębów do obsadzania szlaków komunikacyjnych i grobli stawowych. Z kolei Jan Duda w wydanej w 2001 roku publikacji "Osobliwości przyrodnicze Raciborza" pisze o podaniu, według którego pod dębem miał zatrzymać się ów król, podążając na Wiedeń. Dąb wpisuje się w znaną na Górnym Śląsku tradycję drzew Sobieskiego.

## Ochrona prawna i zabiegi konserwatorskie
W 1922 roku cały teren Łężczoka, który wówczas znajdował się w granicach Niemiec objęto ochroną prawną. Po II wojnie światowej Polacy również postanowili chronić ten obszar, ustanawiając go w 1957 roku rezerwatem przyrody. Dziesięć lat później, decyzją Prezydium Wojewódzkiej Rady Narodowej w Opolu z 14 kwietnia 1967 roku drzewo objęto indywidualną ochroną, ustanawiając je pomnikiem przyrody. Ponowne orzeczenie o uznaniu drzewa za pomnik przyrody wydał również w rozporządzeniu z 9 marca 2006 roku wojewoda śląski.
W latach 70. XX wieku szczelinę po trzecim pniu z własnej inicjatywy zabezpieczył betonową plombą leśniczy z Nędzy, Franciszek Polaczek. Jak się jednak okazało, była ona przyczyną szybszego rozwoju zgnilizny pnia. Około roku 2000 plomba zaczęła się wyraźnie osuwać, aż zapadła się ostatecznie latem 2002 roku, odsłaniając otwór o średnicy jednego metra. Także w latach 70. XX wieku opasano metalowym łańcuchem, na wysokości 10 m dwa pnie, chroniąc je przed rozłamaniem. Zastosowanie metalowego łańcucha powoduje jednak wskutek ucisku miazgi zamieranie dwóch głównych pni dębu. Podczas kolejnych zabiegów usunięto znaczną część niżej położonych konarów, zmieniając tym samym pokrój drzewa, które dzisiaj do znacznej wysokości pozbawione jest konarów. W latach 1993–1994 zabiegów konserwatorskich na starych dębach w Łężczoku dokonał specjalista od pielęgnacji i ochrony drzew, Stefan Kisielewski. W roku 1998 pracownicy Zakładu Chirurgii i Pielęgnacji Drzew Piotra Kamińskiego z Żor wykonali pełny zakres cięć korony dębu, usunęli blaszane kaptury z miejsc po obciętych konarach i udrożnili ubytki wgłębne. Ponieważ metalowy łańcuch na wysokości 10 m nie gwarantował pełnej ochrony, zamocowano również na wysokości 20 m elastyczną taśmę o wytrzymałości do 8 ton.

## Galeria

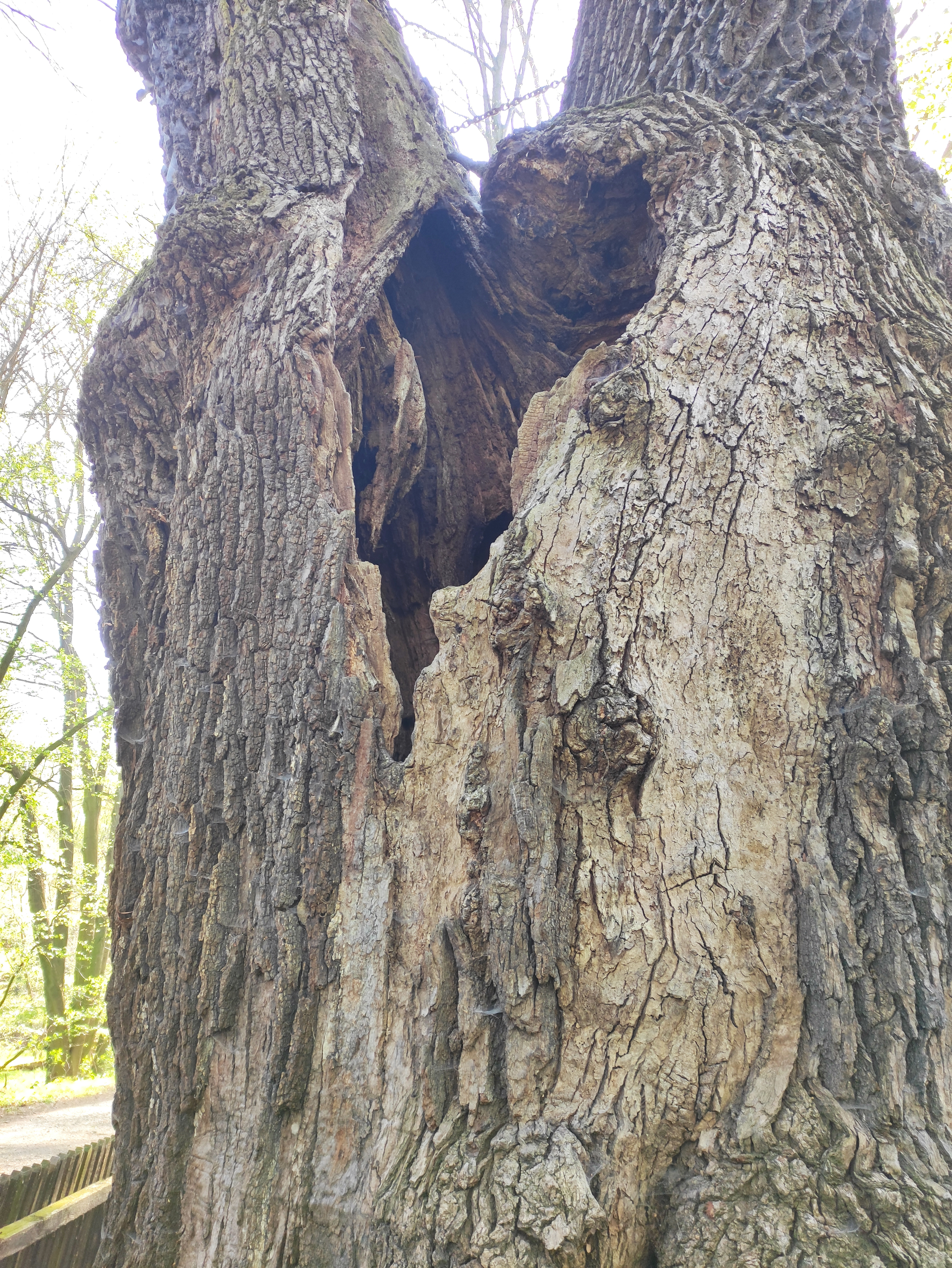
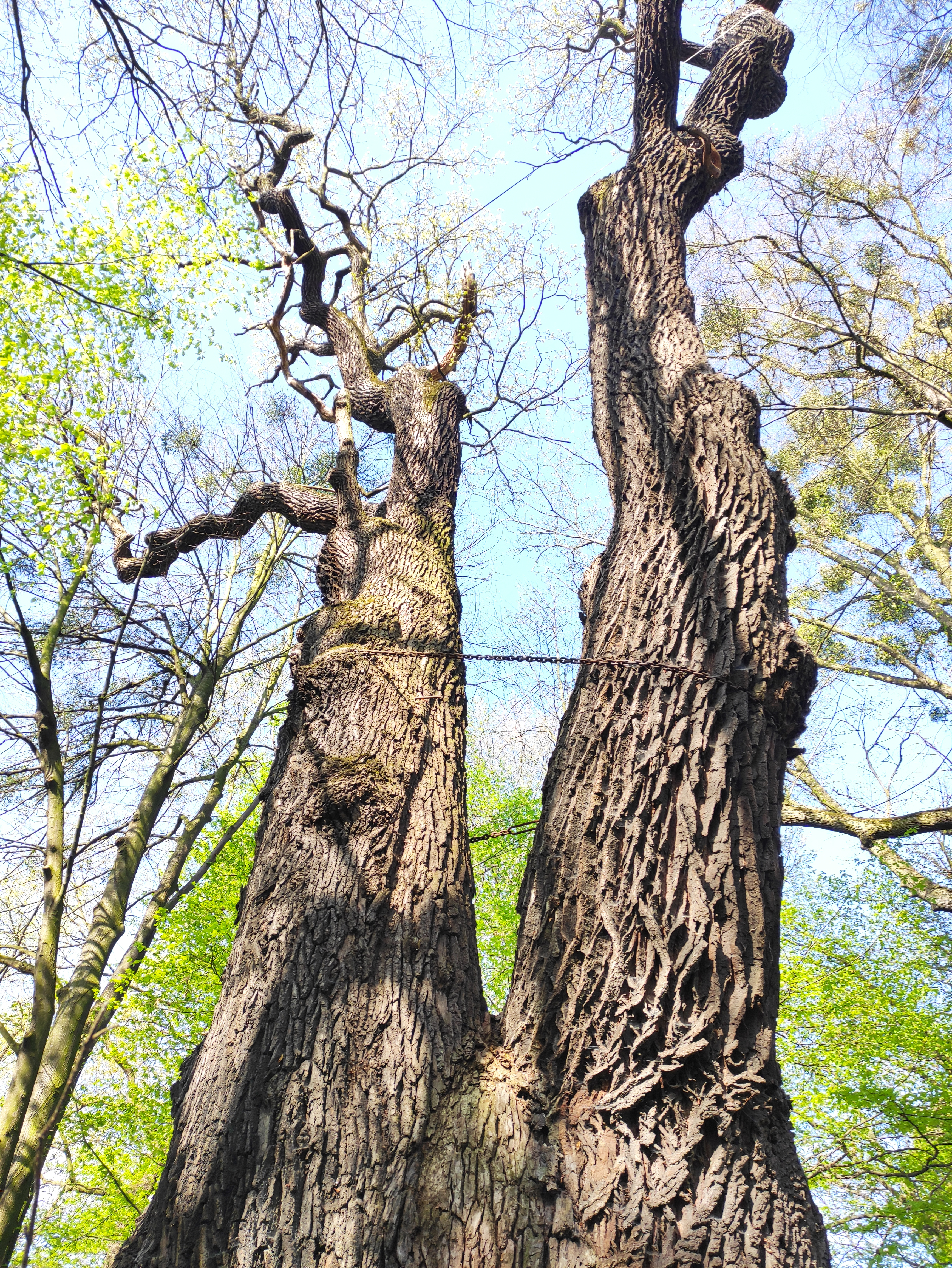